# Gododdin
Le Gododdin [ɡoˈdoðin] était un des royaumes bretons du nord de l'île de Bretagne (Hen Ogledd & Northumbrie), au nord du mur d'Hadrien et, partiellement, au sud du mur d'Antonin, qui s'était constitué après le départ des troupes romaines.

## Histoire
Y Gododdin est un récit du barde Aneurin sur une défaite du Manaw Gododdin, royaume dépendant du précédent, dont la capitale était Caer Eiddyn (Édimbourg), devant les envahisseurs saxons de Bernicie et de Deira, autour de Catterick (Yorkshire), vers l'an 600. C'est sans doute le texte le plus ancien de la littérature galloise. La plus ancienne version du manuscrit date du XIIIe siècle.

## Liste des rois
- après 470 Cynvelyn mab Arthwys mab Mar.
- Cynwyd Cynwydion son fils ;
- Cynfelyn Drwsgl, son fils ;
- Clydno Eidyn, son frère.
- ? Mynyddog Mwynfawr